# Андорра на Паралимпийских играх
Андорра на Паралимпийских играх впервые приняла участие в 2012 году на летних Играх в Лондоне (не участвовали в Играх 2016 года и последующих). На зимних Играх делегация Андорры участвовала начиная с Игр 2002 года в Солт-Лейк-Сити. Медалей на Играх спортсмены Андорры пока не завоевали.